# Aeroportul Tol
Aeroportul Tol (IATA: TLO) este un aeroport din Papua Noua Guinee.
aeroportul dispune de o singură pistă.